# Xylotrupes ulysses
Xylotrupes ulysses är en skalbaggsart som beskrevs av Guérin-Méneville 1830. Xylotrupes ulysses ingår i släktet Xylotrupes och familjen Dynastidae. Inga underarter finns listade i Catalogue of Life.

## Bildgalleri

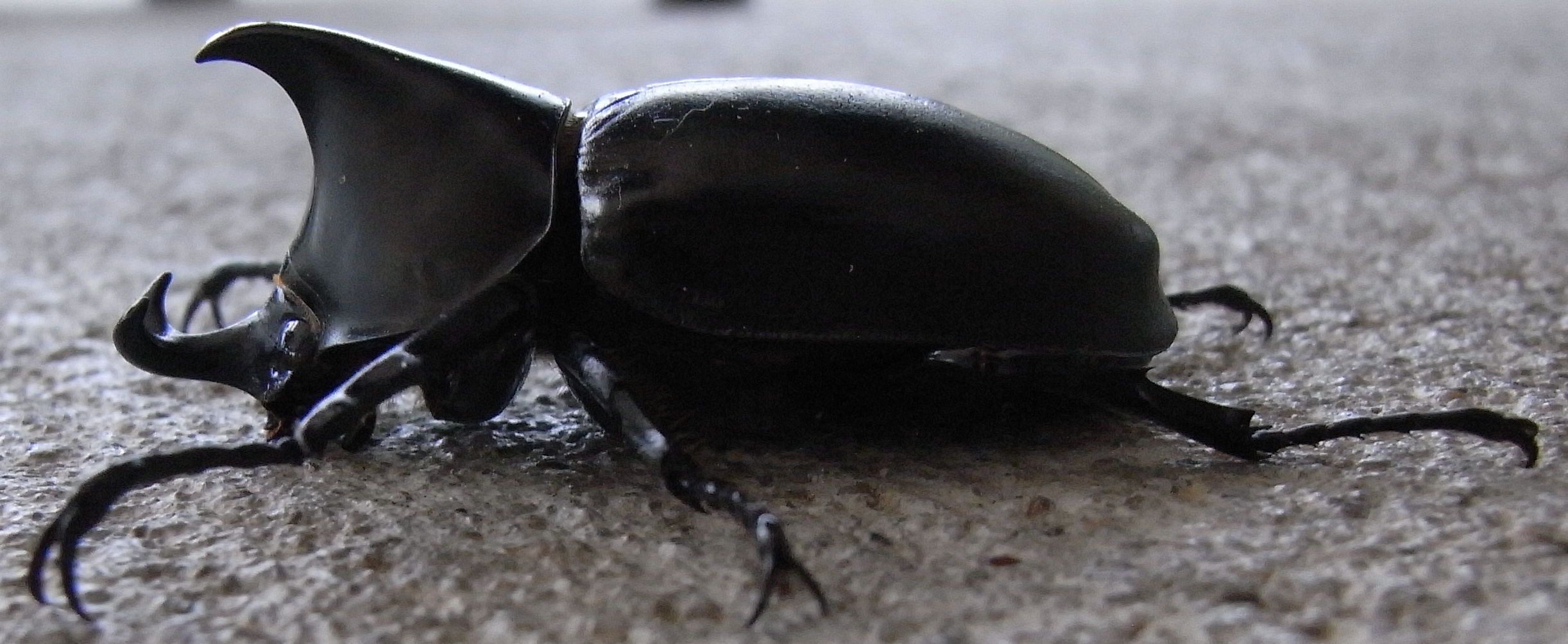
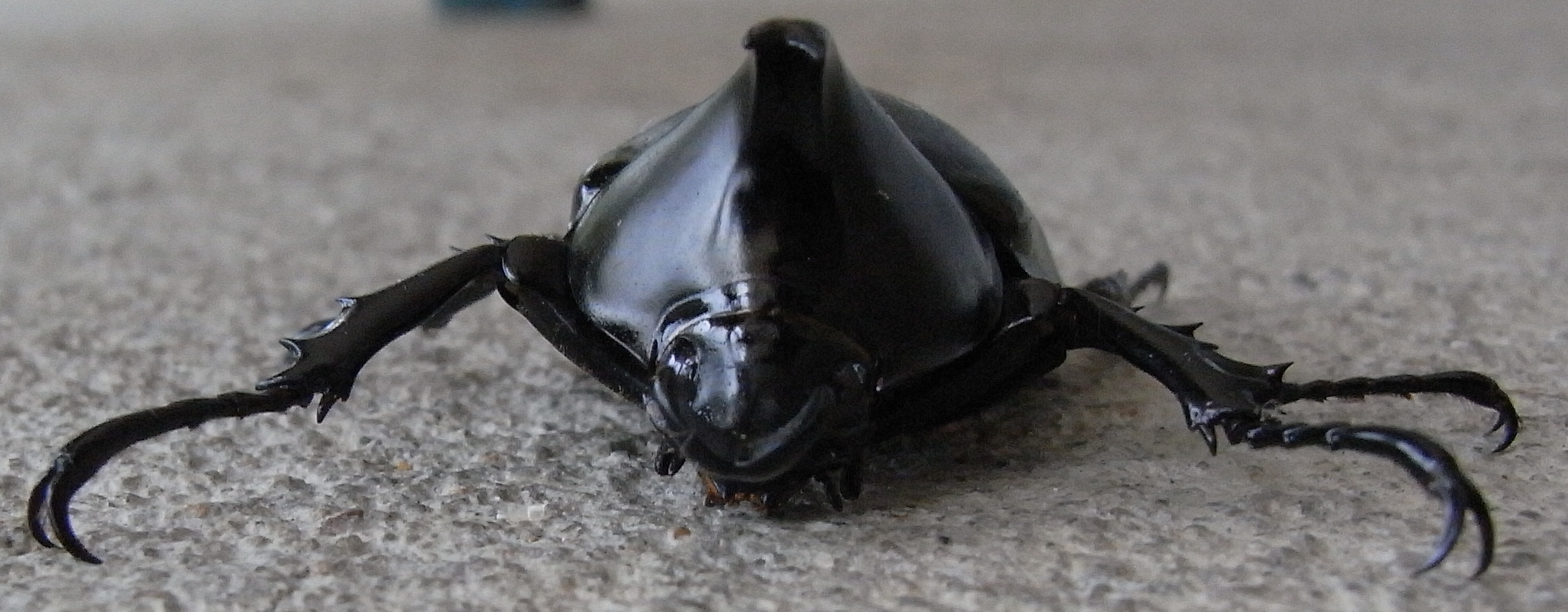